# Stilhedens Katedral
Stilhedens Katedral er en kristelig og folkekirkelig forening. Den lange betegnelse er Stilhedens Katedral – Folkekirken på festival.
Foreningen Stilhedens Katedral, der fra 2000 til 2008 har været med på Roskilde Festival for at give et folkekirkeligt tilbud til de mange unge på Festivalen. Fra 2004 til 2009 har Stilhedens Katedral været på Vig Festival.
Det er foreningens medlemmer, der får lov til at arbejde for Stilhedens Katedral på festivalerne. Man skal være døbt for at kunne blive medlem af foreningen.
Foreningen ejer et stort hvidt kirketelt, som er blevet symbol for Stilhedens Katedral. Mange omtaler kirketeltet som Stilhedens Katedral, også når det ses andre steder end på festivaler.
Navnet Stilhedens Katedral er navnebeskyttet, og navnet må derfor kun bruges i forbindelse med foreningens virke på festivaler.
Dette er blevet misbrugt flere gange, hvor kirketeltet har været udlejet til andre, f.eks. af KFUM-Spejderne i Danmark.
Foreningen har hjemsted i Københavns Kommune. Trods det kommer foreningens medlemmer fra hele landet.
Stilhedens Katedrals formål er at skabe rum for stilhed, bøn og meditation på festivalerne. 

## Diaketer
Tre diaketer er blevet indviet til tjeneste i Stilhedens Katedral. Diaket er en sammentrækning af diakon og kateket, og stillingen kombinerer diakonens omsorgsopgave med kateketens undervisningsopgave. 
Den 2. juli 2004 blev Helle Viuf og Lisbeth Amdi Hansen indviet til deres tjeneste af biskop Jan Lindhardt, Roskilde og den 8. juli 2007 blev Chris Krogsøe Mienert indviet til tjeneste af domprovst Jens Gunner Arendt.
For at blive diaket i Stilhedens Katedral skal man opfylde disse betingelser:
1. have en dokumenteret teologisk grunduddannelse og et godt kendskab til (brugen af) bibelske tekster,
2. have arbejdet innovativt med udvikling af kirkeligt børne- og ungdomsarbejde,
3. have virket mindst 3 år som frivillig i Stilhedens Katedral på Roskilde Festival / andre festivaler,
4. have et bredt folkekirkeligt kirkesyn , være pionér og ”bo åndeligt i telt”.

Der er endnu ikke blevet indviet diaketer til andet end Stilhedens Katedral.

## Eksterne links
- Stilhedens Katedral Arkiveret 12. januar 2013 hos  Wayback Machine
- Stilhedens Katedrals myspace-side

1. ↑  Stilhedens Katedral - Folkekirken på festival - Diaket (Webside ikke længere tilgængelig)